# میرزا آقا اصفهانی
میرزا آقا اصفهانی یا میرزا آقا اسلامبولی (تولد ۱۲۸۲ ه.ق.) از رجال دوره مشروطیت و نماینده دوره اول مجلس شورا از تبریز بود.

## زندگی‌نامه
میرزا آقا در تهران به تجارت نفت مشغول بود به همین جهت به میرزا آقا نفتی مشهور بود. در سال ۱۳۱۳ قمری به استانبول رفت و به تجارت پرداخت و در همانجا با نشریات فارسی‌زبان اختر و حبل‌المتین آشنا گردید و این آشنایی اندیشه تجددگرایی را در وی بیدار کرد. در سال ۱۳۲۳ همزمان با سفر مظفرالدین شاه به پاریس او نیز در این شهر بود و موفق به ملاقات با رجال دربار ایران بخصوص صدراعظم وقت عبدالمجید میرزا عین‌الدوله شد و تصمیم گرفت که به عین الدوله که نماد قدرت بود نزدیک شود. میرزا آقا در ۱۳ رجب ۱۳۲۳ به تهران برگشت و بلافاصله فعالیت سیاسی خود را آغاز کرد. 
پس از ورود به تهران مقالاتی در روزنامه حبل‌المتین منتشر کرد و نقطه نظرات خود در مورد علل عقب ماندگی ایران مطرح و راه حل را در تقویت حس وطن‌پرستی و بازگشت به دوران پرشکوه و جلال باستانی می‌جست. در این مقالات میرزا آقا تأسیس مشورت خانه ملی به شکل غربی را تجویز می‌کرد و این در حالی بود که هنوز حرکتی در تهران برای تقاضای مشروطه خواهی یا تشکیل مجلس شورای ملی صورت نگرفته بود. در این زمان میرزا با انجمن‌های مخفی ارتباط یافت و مخفیانه در جلسات این انجمن شرکت می‌نمود همچنین میرزا آقا اصفهانی در راستای فعالیتهای خود به لژ بیداری ایرانیان که اولین لژ رسمی فراماسونری در ایران بوده پیوست.
فعالیت‌های میرزا بر ضد دربار و عین‌الدوله باعث گردید که در ربیع‌الثانی ۱۳۲۴ وی به همراه میرزا حسن رشدیه و مجد الاسلام به کلات تبعید شوند. چندی بعد پس از کناره گیری عین الدوله آزاد گردید و به استانبول رفت. در استانبول بدنبال اختلافات بین او و ارفع الدوله سفیر ایران مجبور به بازگشت به ایران شد و در تبریز مورد استقبال اعضای انجمن تبریز و مردم شهر قرار گرفت؛ و در تاریخ ۱۴ رمضان ۱۳۲۵ به عنوان نماینده مردم به مجلس شورای ملی اعزام شد.

## افول سیاسی
نطق‌های مخالف وی در مجلس و اعتراض‌های او به فعالیت انجمن‌ها باعث بروز اختلافات وی با دیگر نمایندگان و مشروطه خواهان شد. از طرفی وی متهم به ارتباط با دربار محمدعلی شاه و مخالف مشروطه قلمداد گردید و روزنامه مساوات و دیگر روزنامه‌های ملی مطالبی را برضد وی منتشر نمودند. در ربیع‌الاول ۱۳۲۶ مجلس بنا به درخواست انجمن تبریز او را از نمایندگی تبریز عزل نمود.
پس از فتح تهران وی به همراه عده ای دیگر دستگیر و به مدت یکسال در حبس بود و در سال ۱۳۲۸ قمری آزاد گردید.